# Jaime García Cruz
Jaime García Cruz (ur. 3 października 1910 w Madrycie, zm. 16 maja 1959 w Valladolidzie) – hiszpański jeździec sportowy, srebrny medalista olimpijski z Londynu (1948).
Największe sukcesy odnosił w konkurencji skoków przez przeszkody. Zawody w 1948 były jego pierwszymi igrzyskami olimpijskimi. Po medal sięgnął w drużynie, wspólnie z nim tworzyli ją Marcelino Gavilán y Ponce de León i José Navarro Morenés. Startował na koniu Bizarro. W 1952 ponownie wystartował na igrzyskach olimpijskich.